# 刘胤汉
刘胤汉（1928年9月—2021年11月13日），男，陕西户县人，中国地理学家，中国地理学会终身成就奖获得者。曾任陕西师范大学教授，陕西省人民政府参事。
早年就读于户县苍溪小学、陕西省立西安第一中学，1950年考入西北大学师范学院地理系，1953年毕业。1954至1960年在西安师范学院任助教，1960至1961年在中山大学进修，1961年起在陕西师范大学任教。1991至2003年受聘为陕西省人民政府参事，1992至2002年受聘为陕西省决策咨询委员会委员。